# Oog van de Wereld
Het Oog van de Wereld is een fictieve magische plaats uit de boekencyclus Het Rad des Tijds van de schrijver Robert Jordan, die een belangrijke en beslissende rol speelt in het eerste deel van de serie: Het Oog van de Wereld.
Het Oog van de Wereld is een verborgen plaats die door de Ene Kracht gewrocht was, en ergens diep in de Verwording in een magisch woud ligt. Het Oog wordt bewaakt door de 'Groene Man', de laatste 'Nym' (een niet-menselijk wezen met grote macht over planten en bomen). Het is zeer moeilijk te vinden, en veel jongemannen van de Grenslanden gaan vaak, om zichzelf te bewijzen, op een queeste naar het Oog van de Wereld. Er zijn dan ook vele verhalen over speurtochten van jonge helden in de Verwording. Volgens een legende is niemand in staat om de plaats tweemaal te bereiken. 
Het Oog is een bron van het pure wezen van Saidin en is dus slechts door een man te gebruiken. Het is gemaakt in het begin van de Tijd van Waanzin door een honderdtal mannelijke en vrouwelijke Aes Sedai. Ze hebben er echter voor gezorgd dat de smet het Oog niet bezoedelde. Aan de Groene Man werd de taak gegeven om het Oog te bewaken tot iemand zou komen wiens nood het hoogst gestegen was om de Saidin te gebruiken. Door de komst van de Herrezen Draak werd een eind gemaakt aan het Oog van de Wereld.